# Гиллеспи, Бобби
Бобби Гиллеспи (англ. Bobby Gillespie, родился 22 июня 1962 года в Глазго) — вокалист шотландской рок-группы Primal Scream, бывший участник группы The Jesus and Mary Chain.

## Биография

### Ранние годы
Бобби Гиллеспи родился 22 июня 1962 года в Спрингбурне, районе Глазго. В 1973 году его семья переехала в южный район Маунт Флорида, где Гиллеспи посещал среднюю школу Кингс Парк. Его первым инструментом была бас-гитара, потом он стал уделять больше внимания своему голосу. Помимо пения и игры на бас-гитаре, Бобби Гиллеспи также умел[прояснить] играть на гитаре, ударной установке и на некоторых других инструментах.

### The Jesus and Mary Chain
В 1982 году Бобби Гиллеспи присоединился к местной рок-группе The Wake в качестве бас-гитариста, но уже в августе 1983-го он покинул коллектив.
Следующей его группой становится другой местный коллектив The Jesus and Mary Chain, игравший в стиле нойз-рок. Басист Дуглас Харт, игравший в The Jesus and Mary Chain был другом Гиллеспи и позвал Бобби в группу после того, как из неё ушёл ударник, сразу вслед за выходом их дебютного сингла в 1984 году.